# Liste der Autobahnkirchen in Österreich
Diese Liste enthält Autobahnkirchen in Österreich, christliche Kirchengebäude in unmittelbarer Nähe einer Autobahn, die ausdrücklich zur Autobahnkirche erklärt bzw. als solche ausgeschildert wurden.

## Liste
| Autobahn | Kirche                                 | Ort       | Ausfahrt    | Bild |
| -------- | -------------------------------------- | --------- | ----------- | ---- |
| A1       | Autobahnkirche Haid                    | Ansfelden | Traun       |      |
| A2       | Autobahnkirche Dolina – Maria im Walde | Dolina    | Grafenstein |      |